# Natalie Cook
Natalie Louise Cook (Townsville, 19 de janeiro de 1975) é uma voleibolista de praia australiana.
Cook participou de todas as edições dos Jogos Olímpicos desde que o voleibol de praia passou a integrar o programa oficial em 1996. Em suas duas primeiras aparições jogou ao lado de Kerri Pottharst e foi quando obteve seus melhores resultados. Nos Jogos de Atlanta conquistou a medalha de bronze, e competindo em casa quatro anos depois, foram campeãs olímpica sem perder um set sequer durante toda a competição.
Após a conquista em Sydney, Pottharst decidiu se aposentar e Cook formou dupla com Nicole Sanderson. Participaram dos Jogos Olímpicos de Atenas, em 2004, onde perderam nas semifinais e em seguida a chance de conquistar a medalha de bronze, finalizando no quarto lugar. Cook disputou sua quarta Olimpíada, em Pequim 2008, com Tamsin Barnett, finalizando na quinta colocação geral ao serem eliminadas nas quartas-de-final.

## Vida pessoal
Atualmente, Cook reside em Brisbane e, desde 2008, está casada com sua colega Sarah Maxwell.